# Lac William (Québec)
Le Lac William, est un lac situé dans la municipalité de Saint-Ferdinand dans la MRC L'Érable. Il est traversé par la Rivière Bécancour, qui s'écoule dans la région administrative de Centre-du-Québec et rejoint le Fleuve Saint-Laurent.

## Toponymie
Le lac avait été nommé Saint-Ferdinand par les Canadiens français établis sur la rive sud-ouest du lac vers 1850, mais le nom actuel provient des Écossais, vivant au nord. Ce nom commémore William Pitt, un homme d'État populaire de l'Angleterre.

## Géographie
Sa superficie est d'environ 4,899 km2, son altitude de 193 mètres et sa profondeur maximale est de 30 mètres.